# Флорешты (Румыния)

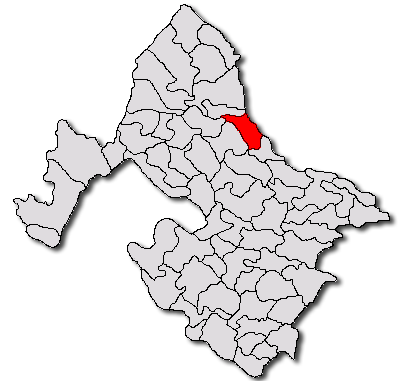

Флорешты ( рум. Florești) — коммуна в жудеце Мехединци в Румынии. В состав коммуны входят следующие села (данные за 2002 год):
- Гирдоая
- Зегужани
- Копечоаса
- Ливези
- Мошнени
- Пештенуца
- Пештяна
- Будеши
- Флорешты — административный центр коммуны

Коммуна расположена в регионе Валахия в юго-западной части страны на расстоянии около 252 км к западу от Бухареста , 26 км к северо-востоку от административного центра жудеца Дробета-Турну-Северин, 84 км к северо-западу от Крайовы.
Площадь — 55,51 км².

## Население
| Год  | Численность | Численность |
| ---- | ----------- | ----------- |
| 2011 | 2603        | [ 4 ]       |
| 2021 | 2311        | [ 3 ]       |

Население в 2021 году составляло 2311 жителей. Большинство жителей составляют румыны (97,08%). Большинство жителей исповедуют православие (95,15 %).